# Handbol als Jocs Olímpics d'estiu de 2016
Als Jocs Olímpics d'Estiu de 2016, realitzats a la ciutat de Rio de Janeiro (Brasil), es disputaren dues proves d'handbol, una en categoria masculina i una altra en categoria femenina. Hi participaren un total de 353 jugadors (177 homes i 176 dones) de 20 països. Les proves es realitzaren entre els dies 6 i 21 d'agost de 2016 a l'Arena do Futuro.

## Calendari
| G | Fase de grups | ¼ | Quarts de final | ½ | Semifinals | B | 3r lloc | F | Final |

| Prova↓/Data →       | Ds 6 | Dg 7 | Dl 8 | Dm 9 | Dc 10 | Dj 11 | Dv 12 | Ds 13 | Dg 14 | Dl 15 | Dm 16 | Dc 17 | Dj 18 | Dv 19 | Ds 20 | Ds 20 | Dg 21 | Dg 21 |
| ------------------- | ---- | ---- | ---- | ---- | ----- | ----- | ----- | ----- | ----- | ----- | ----- | ----- | ----- | ----- | ----- | ----- | ----- | ----- |
| Categoria masculina |      | G    |      | G    |       | G     |       | G     |       | G     |       | ¼     |       | ½     |       |       | B     | F     |
| Categoria femenina  | G    |      | G    |      | G     |       | G     |       | G     |       | ¼     |       | ½     |       | B     | F     |       |       |

## Resum de medalles[1]
| Prova                   | Or | Argent | Bronze |
| Handbol masculí Detalls | DinamarcaNiklas Landin Jacobsen · Mads Christiansen · Mads Mensah Larsen · Casper Ulrich Mortensen · Jesper Noddesbo · Jannick Green · Lasse Svan Hansen · Rene Toft Hansen · Henrik Mollgaard · Kasper Sondergaard · Henrik Toft Hansen · Mikkel Hansen · Morten Olsen · Michael Damgaard   | FrançaOlivier Nyokas · Daniel Narcisse · Vincent Gérard · Nikola Karabatic · Kentin Mahé · Mathieu Grébille · Thierry Omeyer · Timothey N'Guessan · Luc Abalo · Cédric Sorhaindo · Michael Guigou · Luka Karabatic · Ludovic Fabregas · Adrien Dipanda · Valentin Porte                           | AlemanyaUwe Gensheimer · Finn Lemke · Patrick Wiencek · Tobias Reichmann · Fabian Wiede · Silvio Heinevetter · Hendrik Pekeler · Steffen Weinhold · Martin Strobel · Patrick Groetzki · Kai Häfner · Andreas Wolff · Julius Kühn · Christian Dissinger · Paul Drux         |
| Handbol femení Detalls  | RússiaAnna Sedoykina · Polina Kuznetsova · Daria Dmitrieva · Anna Sen · Olga Akopyan · Anna Vyakhireva · Marina Sudakova · Vladlena Bobrovnikova · Victoria Zhilinskayte · Yekaterina Marennikova · Irina Bliznova · Ekaterina Ilina · Maya Petrova · Tatyana Yerokhina · Victoriya Kalinina | FrançaLaura Glauser · Blandine Dancette · Camille Ayglon · Allison Pineau · Laurisa Landre · Grace Zaadi · Marie Prouvensier · Amandine Leynaud · Manon Houette · Siraba Dembélé · Chloé Bulleux · Tamara Horacek · Béatrice Edwige · Estelle Nze Minko · Gnonsiane Niombla · Alexandra Lacrabère | NoruegaKari Aalvik Grimsbø · Mari Molid · Emilie Hegh Arntzen · Ida Alstad · Veronica Kristiansen · Heidi Løke · Nora Mørk · Stine Bredal Oftedal · Marit Malm Frafjord · Katrine Lunde · Linn-Kristin Riegelhuth Koren · Amanda Kurtović · Camilla Herrem · Sanna Solberg |

## Medaller
| Posició | País      | Or | Plata | Bronze | Total |
| 1       | Dinamarca | 1  | 0     | 0      | 1     |
| 1       | Rússia    | 1  | 0     | 0      | 1     |
| 3       | França    | 0  | 2     | 0      | 2     |
| 4       | Alemanya  | 0  | 0     | 1      | 1     |
| 4       | Noruega   | 0  | 0     | 1      | 1     |
| Total   | Total     | 2  | 2     | 2      | 6     |